# Gran Premio motociclistico di Cecoslovacchia 1988
Il Gran Premio motociclistico di Cecoslovacchia 1988 fu il quattordicesimo appuntamento del motomondiale 1988 e, visto l'annuncio dell'annullamento del previsto Gran Premio motociclistico d'Argentina, la penultima prova dell'anno.
Si svolse il 28 agosto 1988 sul circuito di Brno e vide la vittoria di Wayne Gardner nella classe 500, di Juan Garriga nella classe 250 e di Jorge Martínez sia nella classe 125 che nella classe 80. Nella gara dei sidecar si è imposto l'equipaggio Steve Webster/Gavin Simmons.
Al termine della gara sono stati assegnati matematicamente due titoli iridati della stagione, dopo quello della classe 80 e quello della classe 125 viene assegnato allo statunitense Eddie Lawson quello della classe 500; per lui si tratta del terzo titolo iridato, dopo quelli ottenuti nella stessa classe nel motomondiale 1984 e nel motomondiale 1986. Tra i sidecar si aggiudica il secondo titolo consecutivo il britannico Steve Webster che solitamente ha gareggiato con Tony Hewitt quale passeggero, il quale però proprio in questa occasione, a causa di un infortunio, è stato sostituito da Gavin Simmons.

## Classe 500
Il secondo posto nella gara, alle spalle del rivale Wayne Gardner è stato sufficiente a Eddie Lawson per festeggiare in anticipo il titolo mondiale; con 20 punti di vantaggio e un maggior numero di vittorie non può più essere superato. Al terzo posto sia della gara che della classifica mondiale è giunto lo statunitense Wayne Rainey.

### Arrivati al traguardo
| Pos. | Pilota              | Moto      | Tempo    | Griglia | Punti |
| ---- | ------------------- | --------- | -------- | ------- | ----- |
| 1    | Wayne Gardner       | Honda     | 49.11.06 | 1       | 20    |
| 2    | Eddie Lawson        | Yamaha    | 49.12.97 | 5       | 17    |
| 3    | Wayne Rainey        | Yamaha    | 49.13.54 | 2       | 15    |
| 4    | Pierfrancesco Chili | Honda     | 49.26.74 | 7       | 13    |
| 5    | Tadahiko Taira      | Yamaha    | 49.30.97 | 11      | 11    |
| 6    | Niall Mackenzie     | Honda     | 49.40.50 | 4       | 10    |
| 7    | Ron Haslam          | Elf-Honda | 50.08.50 | 15      | 9     |
| 8    | Robert McElnea      | Suzuki    | 50.09.30 | 13      | 8     |
| 9    | Patrick Igoa        | Yamaha    | 50.10.42 | 14      | 7     |
| 10   | Fabio Barchitta     | Honda     | 50.57.02 | 17      | 6     |
| 11   | Marco Gentile       | Fior      | 50.57.20 | 18      | 5     |
| 12   | Marco Papa          | Honda     | 51.11.50 | 20      | 4     |
| 13   | Alessandro Valesi   | Honda     | 51.11.70 | 23      | 3     |
| 14   | Peter Lindén        | Honda     | 1 giro   | 28      | 2     |
| 15   | Bruno Kneubühler    | Honda     | 1 giro   | 21      | 1     |
| 16   | Fabio Biliotti      | Honda     | 1 giro   | 22      |       |
| 17   | Wolfgang von Muralt | Suzuki    | 1 giro   | 24      |       |
| 18   | Silvo Habat         | Honda     | 1 giro   | 33      |       |
| 19   | Manfred Fischer     | Honda     | 1 giro   | 26      |       |
| 20   | Rachel Nicotte      | Honda     | 1 giro   | 30      |       |
| 21   | Karl Truchsess      | Honda     | 1 giro   | 19      |       |
| 22   | Niggi Schmassmann   | Honda     | 1 giro   | 32      |       |
| 23   | Claus Wulff         | Honda     | 1 giro   | 34      |       |
| 24   | Pavol Dekanek       | Honda     | 2 giri   | 37      |       |

### Ritirati
| Pilota             | Moto   | Motivo                      | Griglia |
| ------------------ | ------ | --------------------------- | ------- |
| Eddie Laycock      | Honda  | Problema tecnico            | 27      |
| Daniel Amatriaín   | Honda  | Uscita di pista             | 31      |
| Randy Mamola       | Cagiva | Problema al motore          | 10      |
| Christian Sarron   | Yamaha | Caduta                      | 3       |
| Raymond Roche      | Cagiva | Problema al motore          | 16      |
| Kevin Magee        | Yamaha | Caduta                      | 9       |
| Kevin Schwantz     | Suzuki | Problema al motore          | 6       |
| Didier de Radiguès | Yamaha | Caduta                      | 8       |
| Josef Doppler      | Honda  | Caduta                      | 36      |
| Roger Burnett      | Honda  | Problema tecnico (frizione) | 12      |
| Simon Buckmaster   | Honda  | Caduta                      | 25      |

### Non partiti
| Pilota         | Moto   | Motivo | Griglia |
| -------------- | ------ | ------ | ------- |
| Rudolf Zeller  | Honda  |        | 35      |
| Andreas Leuthe | Suzuki |        | 29      |

### Non qualificati
| Pilota           | Moto   |
| ---------------- | ------ |
| Larry Vacondio   | Suzuki |
| Harry Heutmekers | Suzuki |
| Ian Pratt        | Suzuki |
| Imrich Majoros   | Suzuki |
| Marian Troliga   | Suzuki |
| Franz Schopf     | Suzuki |
| Michael Wild     | Suzuki |
| Petr Hlavatka    | Suzuki |

## Classe 250
Continua la lotta al vertice della classifica della 250, lo spagnolo Juan Garriga con la vittoria della gara si avvicina al connazionale Sito Pons, qui giunto al secondo posto; il distacco è ora di 6 punti. Al terzo posto della gara è giunto l'italiano Luca Cadalora.

### Arrivati al traguardo
| Pos. | Pilota               | Moto    | Tempo    | Griglia | Punti |
| ---- | -------------------- | ------- | -------- | ------- | ----- |
| 1    | Juan Garriga         | Yamaha  | 43.54.72 | 2       | 20    |
| 2    | Sito Pons            | Honda   | 43.58.41 | 3       | 17    |
| 3    | Luca Cadalora        | Yamaha  | 44.05.20 | 6       | 15    |
| 4    | Loris Reggiani       | Aprilia | 44.05.81 | 10      | 13    |
| 5    | Carlos Cardús        | Honda   | 44.06.12 | 4       | 11    |
| 6    | Reinhold Roth        | Honda   | 44.06.43 | 5       | 10    |
| 7    | Jacques Cornu        | Honda   | 44.10.03 | 7       | 9     |
| 8    | Dominique Sarron     | Honda   | 44.24.81 | 1       | 8     |
| 9    | Carlos Lavado        | Yamaha  | 44.24.91 | 8       | 7     |
| 10   | Jochen Schmid        | Honda   | 44.25.77 | 14      | 6     |
| 11   | Jean-Philippe Ruggia | Yamaha  | 44.30.15 | 9       | 5     |
| 12   | Helmut Bradl         | Honda   | 44.32.75 | 18      | 4     |
| 13   | Masahiro Shimizu     | Honda   | 44.39.97 | 16      | 3     |
| 14   | Bruno Casanova       | Aprilia | 44.47.07 | 13      | 2     |
| 15   | Harald Eckl          | Aprilia | 44.47.39 | 19      | 1     |
| 16   | Stefano Caracchi     | Honda   | 44.47.50 | 12      |       |
| 17   | Ivan Palazzese       | Yamaha  | 44.47.75 | 17      |       |
| 18   | Martin Wimmer        | Yamaha  | 44.48.14 | 11      |       |
| 19   | Javier Cardelús      | Aprilia | 45.04.30 | 23      |       |
| 20   | Gary Cowan           | Yamaha  | 45.15.62 | 30      |       |
| 21   | Jean-François Baldé  | Rotax   | 45.16.43 | 24      |       |
| 22   | Urs Lüzi             | Honda   | 45.17.15 | 27      |       |
| 23   | Jean-Francois Foray  | Yamaha  | 45.17.50 | 29      |       |
| 24   | Manfred Herweh       | Yamaha  | 45.18.03 | 22      |       |
| 25   | René Delaby          | Yamaha  | 45.19.63 | 31      |       |
| 26   | Paolo Casoli         | Garelli | 45.20.17 | 25      |       |
| 27   | Jean-Michel Mattioli | Yamaha  | 45.22.07 | 20      |       |
| 28   | Maurizio Vitali      | Rotax   | 45.31.40 | 26      |       |
| 29   | Massimo Matteoni     | Yamaha  | 45.39.09 | 33      |       |
| 30   | Hans Becker          | Yamaha  | 45.43.17 | 36      |       |
| 31   | Andreas Preining     | Aprilia | 45.43.30 | 28      |       |
| 32   | Kevin Mitchell       | Yamaha  | 46.02.02 | 34      |       |

### Ritirati
| Pilota         | Moto    | Motivo | Griglia |
| -------------- | ------- | ------ | ------- |
| August Auinger | Aprilia |        | 15      |
| Urs Jücker     | Yamaha  |        | 32      |
| Hans Lindner   | Honda   |        | 35      |
| Donnie McLeod  | Rotax   |        | 21      |

### Non qualificati
| Pilota            | Moto    |
| ----------------- | ------- |
| Alberto Puig      | Honda   |
| Alain Bronec      | Honda   |
| Piero Pedone      | Aprilia |
| Guy Bertin        | Yamaha  |
| Thomas Bacher     | Rotax   |
| Siegfried Minich  | Yamaha  |
| Bernard Haenggeli | Honda   |
| Bruno Bonhuil     | Honda   |
| Roland Busch      | Yamaha  |
| Thierry Rapicault | Fior    |
| Dario Marchetti   | Rotax   |
| Andrea Brasini    | MBA     |
| Jan Bartunek      | Jawa    |

## Classe 125
Il già matematicamente campione della classe, lo spagnolo Jorge Martínez, si impone anche nella gara conclusiva della stagione, ottenendo il nono successo su undici prove disputate. Alle sue spalle si sono classificati il connazionale Julián Miralles Caballero e l'olandese Hans Spaan.

### Arrivati al traguardo
| Pos. | Pilota                    | Moto      | Tempo    | Griglia | Punti |
| ---- | ------------------------- | --------- | -------- | ------- | ----- |
| 1    | Jorge Martínez            | Derbi     | 39.50.94 | 2       | 20    |
| 2    | Julián Miralles Caballero | Honda     | 39.51.12 | 13      | 17    |
| 3    | Hans Spaan                | Honda     | 39.51.29 | 1       | 15    |
| 4    | Corrado Catalano          | Aprilia   | 39.56.52 | 3       | 13    |
| 5    | Ezio Gianola              | Honda     | 39.57.07 | 6       | 11    |
| 6    | Robin Milton              | Honda     | 40.05.76 | 12      | 10    |
| 7    | Stefan Prein              | Honda     | 40.07.14 | 7       | 9     |
| 8    | Alex Bedford              | Honda     | 40.14.33 | 18      | 8     |
| 9    | Lucio Pietroniro          | Honda     | 40.15.00 | 5       | 7     |
| 10   | Allan Scott               | Honda     | 40.15.15 | 24      | 6     |
| 11   | Gastone Grassetti         | Honda     | 40.15.28 | 9       | 5     |
| 12   | Ian McConnachie           | Cagiva    | 40.15.43 | 16      | 4     |
| 13   | Adi Stadler               | Honda     | 40.15.73 | 4       | 3     |
| 14   | Heinz Lüthi               | Honda     | 40.15.97 | 10      | 2     |
| 15   | Jussi Hautaniemi          | Honda     | 40.16.22 | 27      | 1     |
| 16   | Alfred Waibel             | Waibel    | 40.35.75 | 26      |       |
| 17   | Àlex Crivillé             | Derbi     | 40.36.19 | 32      |       |
| 18   | Bady Hassaine             | Honda     | 40.36.41 | 25      |       |
| 19   | Jean-Claude Selini        | Honda     | 40.37.19 | 23      |       |
| 20   | Gerhard Waibel            | Honda     | 40.37.53 | 21      |       |
| 21   | Koji Takada               | Honda     | 40.38.28 | 15      |       |
| 22   | Hisashi Unemoto           | Honda     | 40.39.68 | 37      |       |
| 23   | Flemming Kistrup          | Honda     | 40.40.56 | 29      |       |
| 24   | Domenico Brigaglia        | Gazzaniga | 40.48.61 | 17      |       |
| 25   | Pier Paolo Bianchi        | Cagiva    | 40.55.36 | 14      |       |
| 26   | Juan Ramon Bolart         | JJ Cobas  | 41.02.26 | 28      |       |
| 27   | Paolo Scappini            | Honda     | 41.14.61 | 35      |       |
| 28   | Johnny Wickström          | Honda     | 41.41.80 | 22      |       |

### Ritirati
| Pilota            | Moto    | Motivo | Griglia |
| ----------------- | ------- | ------ | ------- |
| Fausto Gresini    | Garelli |        | 36      |
| Emilio Cuppini    | Honda   |        | 11      |
| Stefan Dörflinger | Honda   |        | 30      |
| Luis Miguel Reyes | Garelli |        | 20      |
| Jörg Seel         | Seel    |        | 19      |
| Mandy Fisher      | Rotax   |        | 34      |
| Thierry Feuz      | Rotax   |        | 33      |
| Manuel Hernández  | Honda   |        | 31      |
| Taru Rinne        | Honda   |        | 8       |

### Non qualificati
| Pilota               | Moto    |
| -------------------- | ------- |
| Hubert Abold         | Krauser |
| Krysztof Galatowicz  | Honda   |
| Robin Appleyard      | Honda   |
| Mike Leitner         | Honda   |
| Jos van Dongen       | Casal   |
| Manuel Herreros      | Derbi   |
| Karl Dauer           | Hummel  |
| Håkan Olsson         | Honda   |
| Christian Le Badezet | Honda   |
| Alfred Gangelberger  | Hummel  |
| Paul Bordes          | Honda   |
| Marco Cipriani       | Honda   |
| Serge Julin          | Rotax   |
| Javier Debón         | Rotax   |
| K.D. Kindle          | Honda   |
| Fernando Gonzales    | Cobas   |
| Stuart Edwards       | Rotax   |
| Dario Marchetti      | Rotax   |
| Peter Baláz          | Honda   |
| M. Sedlak            | Honda   |

## Classe 80
Anche nella classe di minor cilindrata, con il titolo iridato già assegnato da tempo, continua il dominio dello spagnolo Jorge Martínez che si è imposto per la sesta volta su sette prove, precedendo lo svizzero Stefan Dörflinger e il connazionale Àlex Crivillé.

### Arrivati al traguardo
| Pos. | Pilota             | Moto      | Tempo    | Griglia | Punti |
| ---- | ------------------ | --------- | -------- | ------- | ----- |
| 1    | Jorge Martínez     | Derbi     | 31.45.82 | 1       | 20    |
| 2    | Stefan Dörflinger  | Krauser   | 31.46.06 | 2       | 17    |
| 3    | Àlex Crivillé      | Derbi     | 32.07.22 | 14      | 15    |
| 4    | Juhász Károly      | Krauser   | 32.07.31 | 6       | 13    |
| 5    | Giuseppe Ascareggi | BBFT      | 32.07.78 | 12      | 11    |
| 6    | Bogdan Nikolov     | Krauser   | 32.21.36 | 4       | 10    |
| 7    | Gabriele Gnani     | Gnani     | 32.21.60 | 11      | 9     |
| 8    | Bert Smit          | Krauser   | 32.30.22 | 16      | 8     |
| 9    | Günter Schirnhofer | Krauser   | 32.30.51 | 5       | 7     |
| 10   | René Dünki         | Krauser   | 32.44.21 | 13      | 6     |
| 11   | Adrie Nijenhuis    | Casal     | 32.44.33 | 22      | 5     |
| 12   | Janez Pintar       | Eberhardt | 32.44.58 | 21      | 4     |
| 13   | János Szabó        | Krauser   | 32.49.54 | 8       | 3     |
| 14   | Heinz Paschen      | Kiefer    | 32.52.49 | 17      | 2     |
| 15   | Jacques Bernard    | Fantic    | 33.08.13 | 27      | 1     |
| 16   | Reiner Koster      | Casal     | 33.08.68 | 19      |       |
| 17   | Kees Besseling     | CJB       | 33.10.90 | 18      |       |
| 18   | Herri Torrontegui  | Autisa    | 33.16.50 | 15      |       |
| 19   | Stuart Edwards     | Casal     | 33.31.83 | 26      |       |
| 20   | Jaime Mariano      | Krauser   | 33.37.55 | 9       |       |
| 21   | Hagen Klein        | Honda     | 33.43.21 | 24      |       |
| 22   | Paolo Priori       | Krauser   | 33.46.64 | 31      |       |
| 23   | Alojz Pavlič       | Seel      | 33.46.91 | 34      |       |
| 24   | Thomas Engl        | GPE       | 33.55.44 | 32      |       |
| 25   | Xavier Arumi       | Krauser   | 34.05.69 | 30      |       |
| 26   | Peter Tibori       | Casal     | 34.07.28 | 35      |       |
| 27   | Lionel Robert      | SPR       | 34.07.47 | 36      |       |
| 28   | Stefan Brägger     | Casal     | 1 giro   | 20      |       |

### Ritirati
| Pilota             | Moto    | Motivo | Griglia |
| ------------------ | ------- | ------ | ------- |
| Manuel Herreros    | Derbi   |        | 10      |
| Hans Koopman       | Ziegler |        | 23      |
| Matthias Ehinger   | Krauser |        | 28      |
| Jörg Seel          | Seel    |        | 3       |
| Michael Gschwander | Seel    |        | 29      |
| Serge Julin        | Casal   |        | 25      |
| Paul Bordes        | RB      |        | 33      |
| Jos van Dongen     | Casal   |        | 7       |

### Non qualificati
| Pilota          | Moto       |
| --------------- | ---------- |
| Otto Krmiček    | Casal      |
| Jan Vanecek     | Krauser    |
| Kvetoslav Samák | Casal      |
| Chris Baert     | Casal      |
| Eduard Klimek   | RG         |
| Otto Machinek   | Om-Spezial |
| Zbynek Havrda   | Honda      |
| Nicola Casadei  | Casal      |
| T. Kauhanen     | Casal      |

## Classe sidecar
Tony Hewitt, passeggero di Steve Webster, è costretto a saltare l'ultima gara a causa di un infortunio riportato al Lucky Strike Racing Day sul circuito di Zandvoort; lo sostituisce Gavin Simmons. Proprio Webster e Simmons vincono la corsa e si aggiudicano il titolo mondiale; è decisivo il ritiro per un guasto meccanico di Rolf Biland-Kurt Waltisperg, arrivati a Brno con 18 punti di vantaggio sui britannici; agli svizzeri sarebbe quindi bastato un 14º posto per diventare campioni. Il secondo posto in gara va ad Egbert Streuer-Bernard Schnieders, gli unici a insidiare la vittoria di Webster-Simmons.
Il secondo titolo consecutivo di Webster e Hewitt è dovuto principalmente alla costanza di risultati, sono infatti sempre andati a podio. Chiudono il campionato con 156 punti, mentre Biland, che ha vinto 6 gare, si ferma a 154. Streuer, 97 punti, scavalca Michel al terzo posto.

### Arrivati al traguardo (posizioni a punti)[5]
| Pos | Pilota            | Passeggero          | Moto        | Tempo    | Punti |
| --- | ----------------- | ------------------- | ----------- | -------- | ----- |
| 1   | Steve Webster     | Gavin Simmons       | LCR-Krauser | 37'14"88 | 20    |
| 2   | Egbert Streuer    | Bernard Schnieders  | LCR-Yamaha  | +0"45    | 17    |
| 3   | Markus Egloff     | Urs Egloff          | LCR-ADM     | +18"16   | 15    |
| 4   | Masato Kumano     | Markus Fährni       | LCR-Yamaha  | +28"17   | 13    |
| 5   | Alain Michel      | Jean-Marc Fresc     | LCR-Krauser | +28"63   | 11    |
| 6   | Bernd Scherer     | Thomas Schröder     | BSR-Krauser | +1'04"13 | 10    |
| 7   | Fritz Stölzle     | Hubert Stölzle      | LCR-Krauser |          | 9     |
| 8   | Derek Jones       | Peter Brown         | LCR-Yamaha  |          | 8     |
| 9   | Yvan Nigrowsky    | Martial Charpentier | Seymaz-JPX  |          | 7     |
| 10  | Werner Kraus      | Oliver Schuster     | Busch-?     |          | 6     |
| 11  | Wolfgang Stropek  | Wolfgang Bock       | LCR-Krauser |          | 5     |
| 12  | Barry Brindley    | Graham Rose         | LCR-Yamaha  |          | 4     |
| 13  | Clive Stirrat     | Simon Prior         | LCR-Yamaha  |          | 3     |
| 14  | Theo van Kempen   | Geral de Haas       | LCR-Yamaha  |          | 2     |
| 15  | Jean-Louis Millet | Claude Debroux      | LCR-Yamaha  |          | 1     |